# Stanisław Piziak
Stanisław Piziak (ur. 2 maja 1927 w Wierzawicach, zm. 10 października 1968 w Rzeszowie) – polski bibliotekarz, w latach 1958-1968 dyrektor Wojewódzkiej i Miejskiej Biblioteki Publicznej w Rzeszowie.

## Życiorys
Urodził się w rodzinie chłopskiej jako najstarszy z pięciorga rodzeństwa. Jego rodzicami byli Jan Piziak (1895-1941) i Maria Lipka (1903-1983). Po ukończeniu szkoły powszechnej w Wierzawicach podjął naukę w Państwowym Liceum i Gimnazjum im. Bolesława Chrobrego w Leżajsku, gdzie 16 czerwca 1950 zdał egzamin dojrzałości. W latach 1950–1953 studiował filologię polską z bibliotekoznawstwem na Wydziale Filologicznym Uniwersytetu Jagiellońskiego w Krakowie. Po ukończeniu studiów I stopnia odbył praktykę bibliotekarską w Bibliotece Jagiellońskiej, a następnie podjął pracę w Okręgowej Radzie Związków Zawodowych w Rzeszowie jako instruktor do spraw bibliotek związkowych organizując sieć biblioteczną w województwie rzeszowskim. Przez krótki czas pracował jako bibliotekarz w Wojewódzkim Domu Kultury w Rzeszowie. 1 października 1958 został mianowany dyrektorem Wojewódzkiej i Miejskiej Biblioteki Publicznej w Rzeszowie i pełnił tę funkcję do swojej śmierci. W 1964 ukończył zaocznie studia magisterskie II stopnia w Wyższej Szkole Pedagogicznej w Krakowie.
Jako dyrektor Wojewódzkiej i Miejskiej Biblioteki Publicznej w Rzeszowie stworzył nową koncepcję rozbudowy sieci bibliotek publicznych w regionie, w efekcie której w latach 1958-1968 przybyły na Rzeszowszczyźnie 262 placówki biblioteczne i 304 czytelnie, a także znacząco powiększył się księgozbiór i liczba czytelników. Dzięki jego zaangażowaniu rzeszowska biblioteka otrzymała lokale na filie przy ul. Fredry, Czackiego, Żeromskiego, Okulickiego, Słowackiego i Podchorążych, a odremontowane pod okiem konserwatora zabytków budynki przedwojennych synagog stały się siedzibami bibliotek miejskich w Przemyślu, Strzyżowie, Ustrzykach Dolnych i Tarnobrzegu. Prowadził też starania o budowę nowej siedziby Wojewódzkiej i Miejskiej Biblioteki Publicznej w Rzeszowie. 7 marca 1964 rozstrzygnięto ogólnopolski konkurs na projekt architektoniczny obiektu, który jednak nigdy nie powstał.
Zmarł w wyniku choroby nowotworowej. Został pochowany na cmentarzu komunalnym w Leżajsku.